# Eugenia stapfiana
Syzygium stapfianum là một loài thực vật thuộc họ Myrtaceae. Đây là loài đặc hữu của Malaysia.